# ملحمة رولاند
ملحمة رولاند (بالفرنسية La Chanson de Roland) هو أقدم عمل مهم متبق من الأدب الفرنسي. توجد له عدة نسخ مختلفة من المخطوطات تشهد لشعبيته الكبيرة بين القرنين الثاني عشر والرابع عشر. توجد أقدم نسخه في مخطوطة أكسفورد التي تحوي 4004 أسطر تقريبا وتعود لما بين 1140 و1170.
يتطرق هذا النشيد إلى معركة ممر رونسفال في عام 778، خلال حكم شارلمان.

## روابط خارجية
- ملحمة رولاند على موقع الموسوعة البريطانية (الإنجليزية)